# العلاقات الإيطالية الزامبية
العلاقات الإيطالية الزامبية هي العلاقات الثنائية التي تجمع بين إيطاليا وزامبيا.

## مقارنة بين البلدين
هذه مقارنة عامة ومرجعية للدولتين:
| وجه المقارنة                                              | إيطاليا                                                  | زامبيا                         |
| --------------------------------------------------------- | -------------------------------------------------------- | ------------------------------ |
| المساحة (كم2)                                             | 301.34 ألف                                               | 752.62 ألف                     |
| عدد السكان (نسمة)                                         | 60.60 مليون                                              | 17.09 مليون                    |
| الكثافة السكانية (ن./كم²)                                 | 201.1                                                    | 22.71                          |
| العاصمة                                                   | روما، فلورنسا، تورينو                                    | لوساكا                         |
| اللغة الرسمية                                             | اللغة الإيطالية                                          | لغة إنجليزية                   |
| العملة                                                    | يورو، ليرة إيطالية                                       | كواشا زامبي، كواشا زامبي قديم ‏ |
| الناتج المحلي الإجمالي (بليون دولار)                      | 1.93 تريليون                                             | 25.81 مليار                    |
| الناتج المحلي الإجمالي (تعادل القوة الشرائية) بليون دولار | 2.26 تريليون                                             | 62.18 مليار                    |
| الناتج المحلي الإجمالي الاسمي للفرد دولار أمريكي          | 29.96 ألف                                                | 1.30 ألف                       |
| الناتج المحلي الإجمالي للفرد دولار أمريكي                 | 35.46 ألف                                                | 3.90 ألف                       |
| مؤشر التنمية البشرية                                      | 0.873                                                    | 0.586                          |
| رمز المكالمات الدولي                                      | +39                                                      | +260                           |
| رمز الإنترنت                                              | .it                                                      | .zm                            |
| المنطقة الزمنية                                           | توقيت وسط أوروبا، ت ع م+01:00، ت ع م+02:00، أوروبا/روما ‏ | ت ع م+02:00                    |

## منظمات دولية مشتركة
يشترك البلدان في عضوية مجموعة من المنظمات الدولية، منها:
| علم المنظمة | اسم المنظمة                               | تاريخ انضمام إيطاليا | تاريخ انضمام زامبيا |
| ----------- | ----------------------------------------- | -------------------- | ------------------- |
|             | منظمة العمل الدولية                       | ?                    | ?                   |
|             | منظمة التجارة العالمية                    | 1995                 | ?                   |
|             | المحكمة الجنائية الدولية                  | ?                    | ?                   |
|             | الاتحاد البريدي العالمي                   | ?                    | ?                   |
|             | الوكالة الدولية للطاقة الذرية             | ?                    | ?                   |
|             | صندوق النقد الدولي                        | ?                    | ?                   |
|             | منظمة الهجرة الدولية                      | ?                    | ?                   |
|             | منظمة الطيران المدني الدولي               | ?                    | ?                   |
|             | يونسكو                                    | ?                    | 9 نوفمبر 1964       |
|             | مؤسسة التمويل الدولية                     | 27 ديسمبر 1956       | 23 سبتمبر 1965      |
|             | المركز الدولي لتسوية المنازعات الاستشارية | 28 أبريل 1971        | 17 يوليو 1970       |
|             | الصندوق الدولي للتنمية الزراعية           | ?                    | ?                   |
|             | منظمة حظر الأسلحة الكيميائية              | ?                    | ?                   |
|             | مؤسسة التنمية الدولية                     | 24 سبتمبر 1960       | 23 سبتمبر 1965      |
|             | وكالة ضمان الاستثمار متعدد الأطراف        | 29 أبريل 1988        | 6 يونيو 1988        |
|             | الاتحاد الدولي للاتصالات                  | 1866                 | 23 أغسطس 1965       |
|             | منظمة الشرطة الجنائية الدولية             | ?                    | ?                   |
|             | الأمم المتحدة                             | 14 ديسمبر 1955       | 1 ديسمبر 1964       |
|             | البنك الدولي للإنشاء والتعمير             | 27 مارس 1947         | 23 سبتمبر 1965      |
|             | البنك الإفريقي للتنمية                    | ?                    | ?                   |
|             | منظمة الأغذية والزراعة                    | ?                    | ?                   |

## وصلات خارجية
- موقع وزارة الخارجية الإيطالية